# 围子镇
围子镇是中国山东省潍坊市昌邑市下辖的一个镇。

## 行政区划
围子镇下辖围子村、大太保村、天保庄村、天成店村、永兴庄村、王家隅庄村、董家隅庄村、张董村、义气镇村、南宫村、四甲村、谢韩庄村、凤凰庄村、东丁庄村、西丁庄村、韩家巷村、西刘家巷村、张家湾村、马连岔村、永富庄村、二甲村、北陶埠村、北金家口村、南金家口村、孙斜村、前陶埠村、军屯村、南姜村、大姜村、后斜村、戚斜村、菅斜村、马家村、杨家庄村、苑家庄村、张家庄村、邢家村、六股路村、古城里村、前密村、中密村、北密村、东王村、西王村、董家村、田家村、孟家村、辛隅村、逄家庄村、东邵村、祝家村、仓街村、南苏村、姜一村、姜二村、周家村、辛立庄村、太平村、南朱家寨村、北朱家寨村、杨家郜村、西郜村、官道郜村、李才村、马家郜村、曲家郜村、北于郜村、崔家庄村、姚家郜村、明家郜村、徐家郜村、郭家郜村、苏家郜村、李家村、前陈村、北陈村、韩家村、唐家村、民丰村、密埠店一村、密埠店二村、东辛村、西辛村、密埠店三村、侯家坡村、郭家道口村、东堤村、古河村、赵家村、宋庄东村、宋庄西村、西黄埠村、东张庄村、西岭村、周家郜村、梁家郜村、东黄埠村、赵家庄子村、梁张庄村、西张庄村、东小章村、西小章村、小官庄村、羊山子村、辛城村、辛富店村、夏家村、戚家村、聂家庄村、王珂村、南营村、辛赵村、邹家庄村、东冯家庄村、刘家巷村、于家郜村、三大章村、二大章村、大章西村、大章北村、大章东村、搭连营村、葛家村、乔家村、东王家庄子村、大官庄村、西冯家庄村。